# Borah Peak
Borah Peak je nejvyšší hora pohoří Lost River Range a také nejvyšší hora státu Idaho. Leží v Custer County, v centrální části Idaha, ve střední části Lost River Range.
Do konce 30. let 20. století hora neměla žádné jméno, protože za nejvyšší vrchol Idaha byl považován jihozápadně ležící Hyndman Peak (3 660 m). V roce 1934 byla pojmenovaná podle senátora za Idaho Williama E. Boraha.
V říjnu 1983 zasáhlo Mount Borah zemětřesení o velikosti 6,9 Richterovy stupnice. Hora byla vyzdvižena o 0,3 metru, okolní údolí Lost River Valley naopak o 2,4 metru pokleslo.